# Иоанникий Великий
Иоанникий Великий (греч. Ἰωαννίκιος ὁ Μέγας; 752—846) — вифинский подвижник, преподобный. Память в Православной церкви совершается 4 ноября (по юлианскому календарю).
Греческий текст жития Иоанникия в «Патрологии» Миня (т. 116, стр. 35). В славянской Минее житие Иоанникия заимствовано из Метафраста, с небольшими сокращениями. Древнее житие Иоанникия составлено иноками Петром и Саввой. Монах Пётр преимущественно опирался на рассказы Евстратия, ученика и подражателя, сопровождавшего Иоанникия Великого на протяжении десятилетий.

## Юные годы
Преподобный Иоанникий родился в Вифинской области, в селении Марикати. Отца его звали Миритрикием, а мать — Анастасиею. Когда мальчик стал подрастать, родители поручили ему пасти скот. К этому моменту, как пишет Димитрий Ростовский, наукам он пока не обучился, но зато «превосходил разумом многих ученых, так как изучил заповеди Господни». Он имел большое усердие в молитве: мог целыми днями стоять в уединенном месте и молиться Богу, оставляя стадо пастись. Пред этим он осенял своё стадо крестным знамением, и животные не разбредались. К вечеру он вместе со стадом возвращался домой. Внешне Иоанникий был красив, имел высокий рост, крепкое тело и был способен к воинской службе. Ему было 16 или 18 лет, когда его призвали на военную службу. В то время царствовал иконоборец Константин V. Из храмов выбрасывались иконы, а те, кто им молился и поклонялся, подвергались гонению. Иоанникий поддался духу времени и стал иконоборцем. Это было, как объясняет Димитрий, митрополит Ростовский, «из зависти к такой добродетельной жизни дьявол увлёк его в эту ересь». Исцеление от ереси произошло чудным образом. Проходя через гору Олимп, Иоанникий был «узнан» одним (имя его неизвестно) одиноким иноком, который назвал Иоанникия по имени, хотя не знал его и наставил на путь истинный словами: «Чадо Иоанникий! Если ты называешься христианином, то почему презираешь икону Христа? Все твои подвиги в добродетельной жизни напрасны, если ты не имеешь правильной веры!». После этих слов Иоанникий пал на колени, попросил прощения и стал почитать иконы.

## После раскаяния
Поняв, что он был грешен, Иоанникий хотел загладить свой грех. Он стал изнурять себя постом, умерщвлял свою плоть, молился целыми ночами. Но службы не покинул, а своё постничество скрывал от воинов. В бою он был отважен, неоднократно спасал многих от смерти. Освободил одного греческого вельможу от плена, за что был замечен царем и награждён. После войны он отказался от наград царя и удалился в Авгарский монастырь. Иоанникий хотел сразу удалиться в пустыню, но мудрые иноки остановили его, сказав, что ещё рано ему. Совет дал ему инок Григорий: "…научись смиренномудрию, послушанию и кротости, а затем уже ты можешь идти в пустыню". Иоанникий после был в Утотеласе (там он научился грамоте) и в обители Антидиевой (выучил наизусть 30 псалмов Давидовых).

## В отшельничестве
Пред тем как уйти в пустыню, Иоанникий молился и был в посте 7 дней, дабы Господь указал ему путь истинный. После чего он услышал голос свыше, который указал ему пустынную гору. На горе он встретил двух иноков. Они предсказали ему его дальнейшую судьбу — что в конце жизни его ждёт тяжёлое испытание, но «горькие последствия этого искушения падут на головы врагов, ты же не потерпишь никакого зла». Они дали ему специальную власяную одежду — «левитонар». После этого Иоанникий удалился на гору Трихаликс и пребывал там. Братья построили ему хижину, а сами стали к нему ходить, чтобы вести душеполезные беседы. Но это отвлекало Иоанникия, и он покинул Трихаликс, продолжив свой подвиг в Геллеспонде. Там он выкопал пещеру и жил в посте и молитве. Пищу же получал один раз в месяц от пастуха, который пас в горе коз. Святой провёл в новой пещере три года, воспевая псалмы Давидовы, и к каждому стиху присоединяя такие слова:
Упование мое Отец, прибежище мое Сын, покров мой Дух Святый: Троице Святая, слава Тебе.
Он провёл ещё несколько лет в горах Контурийских, среди зверей и змей.

## Чудеса
Первое, что совершил Иоанникий после уединения — перешел реку, не замочив ног. Река была в разливе, а Иоанникию нужно было попасть в церковь на другом берегу. Он перешел реку как сушу. После чего явился в Ефес, в храм Иоанна Богослова.
Вскоре он исцелил монахиню, которая была так объята страстью к мужчине, что хотела покинуть монастырь. Подвижник взял её страсть на себя (попросив положить её руку на свою шею). Вся страсть перешла на Иоанникия, который победил блудного беса. Девица же осталась в монастыре, и всю жизнь после прожила бесстрастно.
Когда Иоанникий был в борьбе со страстями, перешедшими на него с монахини, он встретил большого змия (Скорее всего одного из ящеров,обитавших тогда в пустыне,ныне вымерших). Решив, что лучше умереть, чем дать простор нечистым мыслям, он бросился на змия, но тот его не тронул. С этого момента похоть в нем угасла. После этого он мог любое пресмыкающееся умертвить одним прикосновением .
Ещё один ящер жил с ним в пещере. Иоанникий первый раз придя в пещеру, принял глаза пресмыкающегося за огонь, и даже положил туда дров, но змей его не тронул, и подвижник жил в одном углу, а змий — в другом. Так они в любви и согласии пережили зиму.

## Иноческий сан
На 12 год подвига, голос свыше повелел Иоанникию идти в город Эристу и получить иноческий сан. После этого он пошел в Критаму и там «сковал себя железными веригами в шесть локтей долготы, и пробыл в затворе три года, как добровольный узник и мученик Христов» (Дмитрий, митрополит Ростовский, «Жития Святых»).
После этого подвига он выучил всю Псалтирь и снова удалился в Антиохийскую обитель с учеником своим Пахомием.
Святой имел дар прозорливости. Предсказал смерти царей Никифора и Ставрикия.
Его не умертвил сильный яд. Инок Гурий, который очень завидовал святому пришел к нему, и, положив в чашу отраву, дал выпить Иоанникию. Подвижник чуть не умер, но явившийся Иоанникию святой мученик Евстафий исцелил болящего от отравления. В благодарность за это Иоанникий построил храм в честь святого Евстафия и устроил при нем монастырь. Также он построил церковь во имя Пресвятой Богородицы, самолично участвуя в её строительстве. Вскоре подвижника ужалила змея, но яд не причинил ему вреда. Он исцелял множество людей, изгонял бесов, избавлял от укусов змей.

## Старость
Когда Иоанникий состарился, он стал ходить с жезлом. Однажды, когда святой поднимался на гору, жезл нечаянно упал и свалился вниз. Святой расстроился и стал читать молитву, и Дух Святой поднял жезл снизу обратно в руки святому. Вскоре Иоанникий нашёл пещеру, где обитали бесы. Стал жить там, не обращая внимания на бесов, и те после многочисленных попыток выжить святого ушли.
Он мог видеть ангелов и души праведных.
Пророчество, которое было дано ему в юности, сбылось в лице Епифания, подвижника, который жил недалеко. Он захотел уничтожить Иоанникия и поджёг сухую траву. Но злодейство не удалось. Тогда Епифаний ударил от злобы острой палкою святого прямо в живот, но удар не повредил подвижнику. Перед смертью Иоанникия посещал патриарх Константинопольский Мефодий I. Иоанникий предсказал ему скорую смерть. После этого Иоанникий сам отошёл ко Господу в 4-й день ноября. Через несколько месяцев умер и Мефодий.

## Мощи
После смерти подвижника исцеления не завершились. Мощи святого исцеляли многих людей от беснования, одержимости и болезней.

## Кондак, глас 8
Звезда явился еси всесветлая, в мире просвещаяй, и сущыя во мраце страстей облиставаяй: врачь же крепчайший явился еси. Но яко приял еси благодать исцелений, просящым тя подаждь исцеление, да зовем: радуйся, отче Иоанникие.